# 안젤 고메스
아딜손 안젤 아브레우 드 알메이다 고메스 (Adilson Angel Abreu de Almeida Gomes, 2000년 8월 31일 ~ )는 잉글랜드의 축구 선수이며, 현재 마르세유에서 미드필더로 뛰고 있다.